# Asthenotricha quadrata
Asthenotricha quadrata là một loài bướm đêm trong họ Geometridae.